# Атомный ледокол

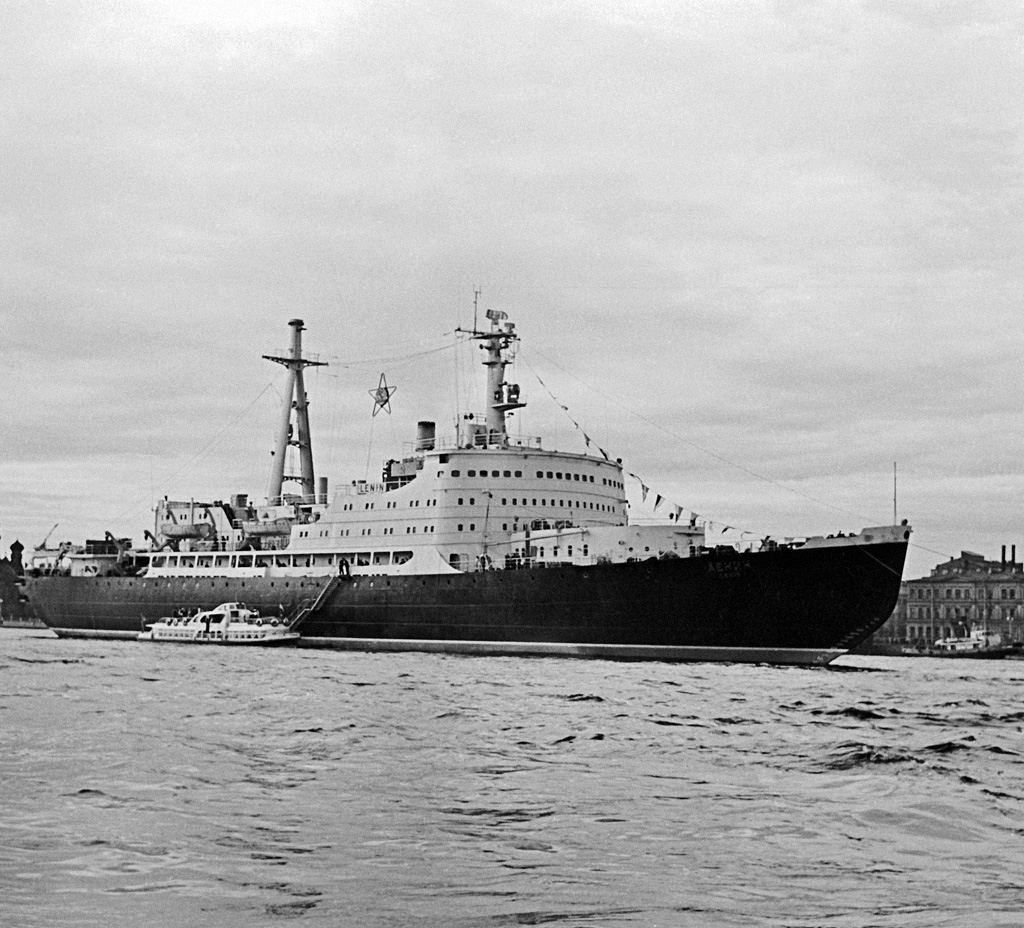
«Ленин» — советский атомный ледокол, первое в мире надводное судно с ядерной силовой установкой. Нева, 1959 год

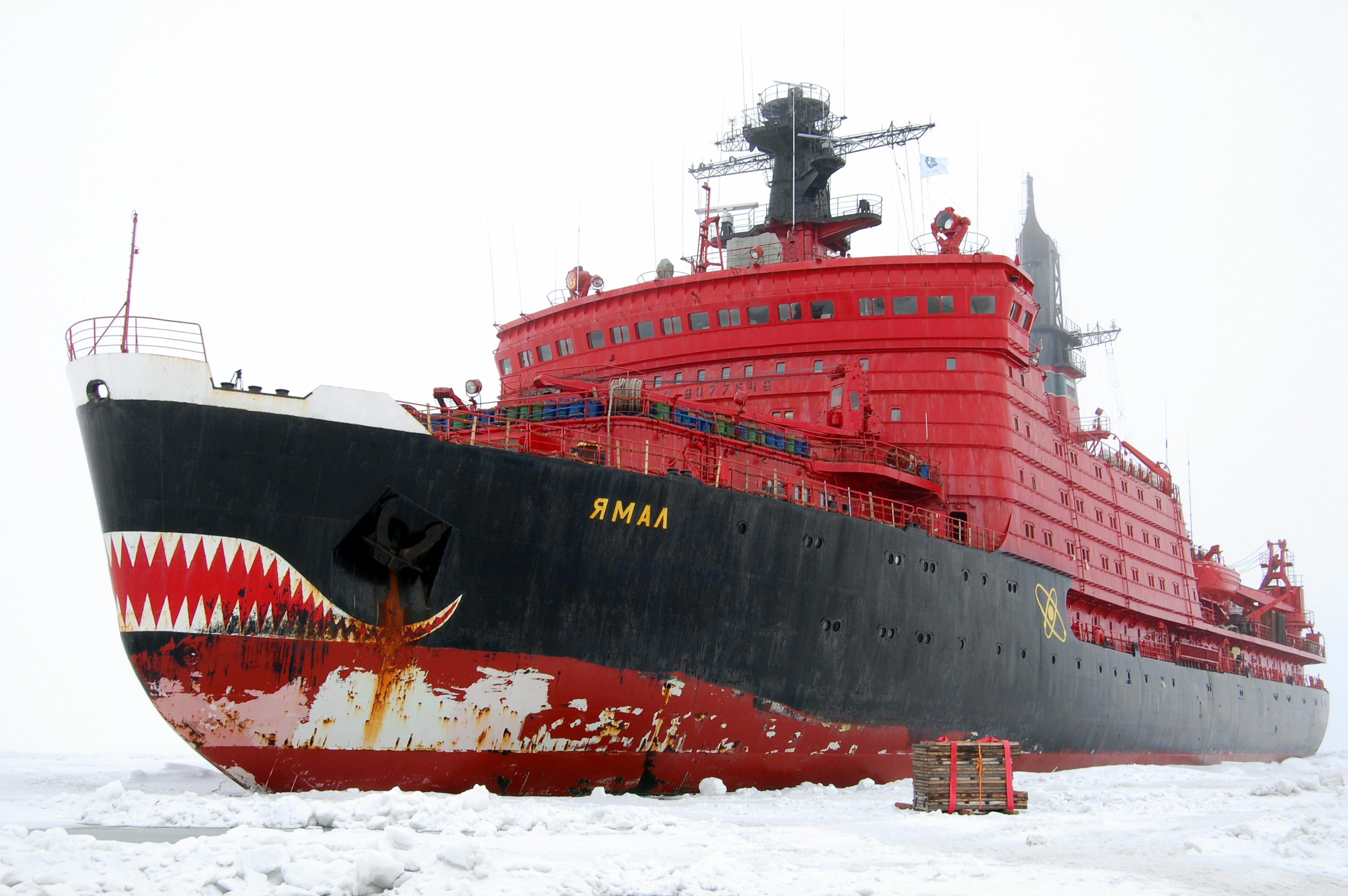
Российский атомный ледокол «Ямал»

А́томный ледоко́л — морское или комбинированное (река-море) судно-атомоход, с ядерной силовой установкой, построенное специально для использования в водах, круглогодично покрытых льдом.
Атомные ледоколы намного мощнее дизельных. В СССР они были разработаны для обеспечения судоходства в холодных водах Арктики. Одно из главных преимуществ атомного ледокола — нет необходимости в регулярной дозаправке топливом, которое необходимо в плавании во льдах, когда такой возможности нет или дозаправка сильно затруднена. Все атомные ледоколы имеют электрическую передачу мощности на гребные винты.
СССР был единственным государством мира, обладавшим флотом атомных ледоколов, после его распада таким единственным государством является РФ. Все атомные ледоколы базируются в порту Мурманска.
Планируя освоение транспортных коммуникаций Арктики и добычу там полезных ископаемых, КНР перешёл от покупки иностранных ледоколов к их постройке на своих верфях. China General Nuclear Power Group разрабатывает ледокол с двумя ядерными силовыми установками.

## Использование атомных ледоколов
Атомные ледоколы класса «Арктика» используются для сопровождения грузовых и других судов по Северному морскому пути. В этот путь входят Баренцево, Печорское, Карское, Восточно-Сибирское море, море Лаптевых и Берингов пролив. Основные порты на этом пути — Диксон, Тикси и Певек.
Два атомных ледокола, «Таймыр» и «Вайгач» (названы в честь одноименных исследовательских судов Российского Императорского флота), были построены специально для мелких вод и могут использоваться в устьях рек. Они сопровождают корабли с металлом из Норильска и суда с лесом и рудой от Игарки до Диксона. Эти атомные ледоколы также могут быть использованы в качестве пожарных судов.
В 2014 году на ледоколе «50 лет Победы» состоялась передача эстафеты Олимпийского огня Сочи 2014.
Атомные ледоколы часто используются в научных целях. В 1977 году ледокол «Арктика» стал первым надводным судном, достигшим Северного полюса. С 1989 года некоторые атомные ледоколы используются для туристических экскурсий, в основном — к Северному полюсу.
Зимой толщина льда в Северном Ледовитом океане варьируется от 1,2 до 2 метров, а в некоторых местах достигает 2,5 метра. Атомные ледоколы способны ходить в водах, покрытых таким льдом, со скоростью в 20 км/ч (11 узлов), а в свободных ото льда водах — до 45 км/ч (до 25 узлов).

## Российские атомные ледоколы
Все 12 существующих в мире атомных ледоколов (хотя один из них на самом деле является не ледоколом, а атомным лихтеровозом ледового плавания с ледокольным носом) были спроектированы в Советском Союзе и России. На 2022 год 7 из них в строю.
Россия — единственная страна, обладающая подобной современной высокотехнологичной техникой. Существует подобный проект в Соединённых Штатах, но на данный момент он не осуществлён. Почти все эти корабли были построены на Адмиралтейских верфях и Балтийском заводе в Ленинграде. Два ледокола — суда «река-море» «Вайгач» и «Таймыр» — были построены на верфи Wärtsilä в Финляндии и затем переправлены в Ленинград для установки ядерных энергоблоков. Лихтеровоз «Севморпуть» был построен на керченском заводе «Залив».

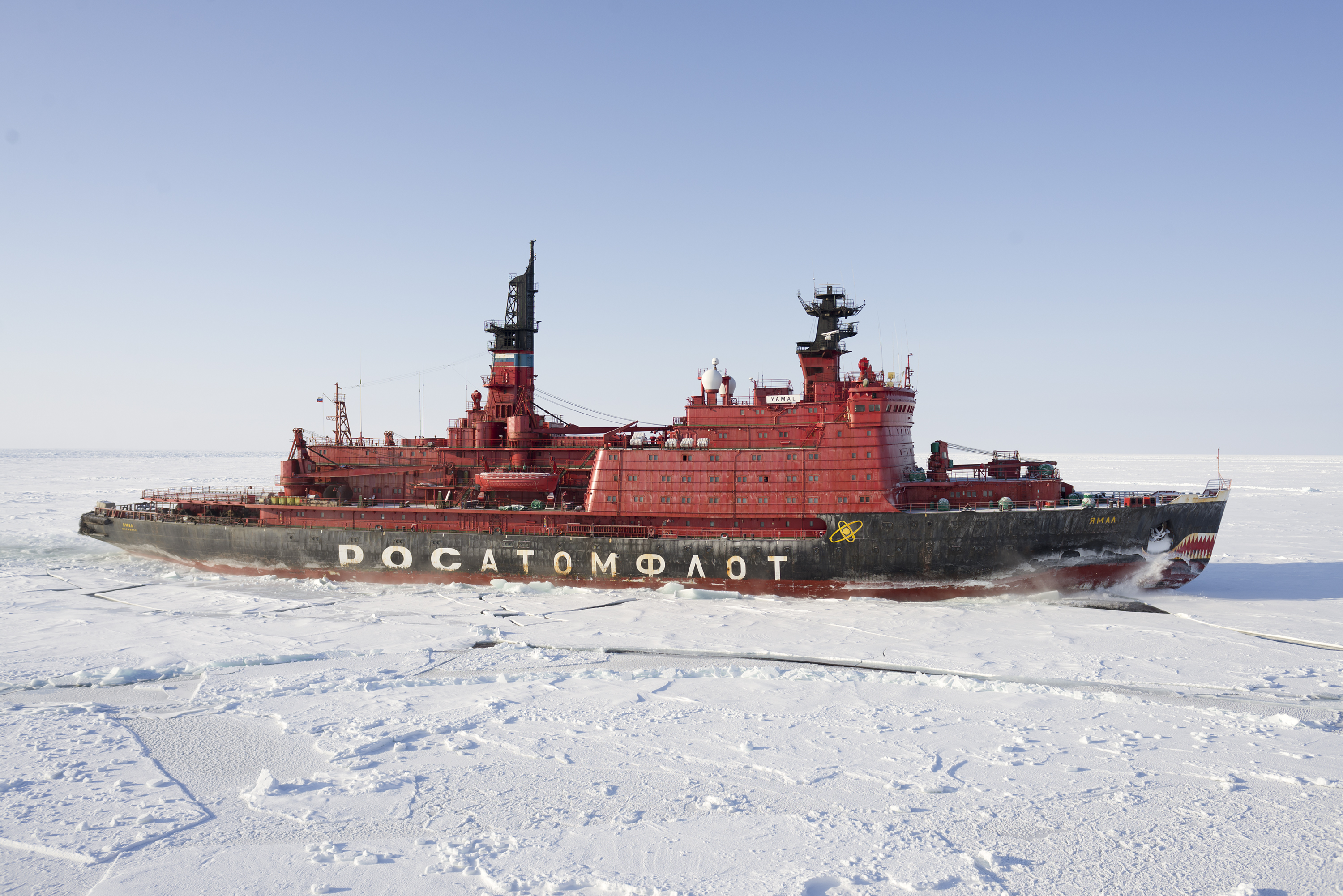
Ямал
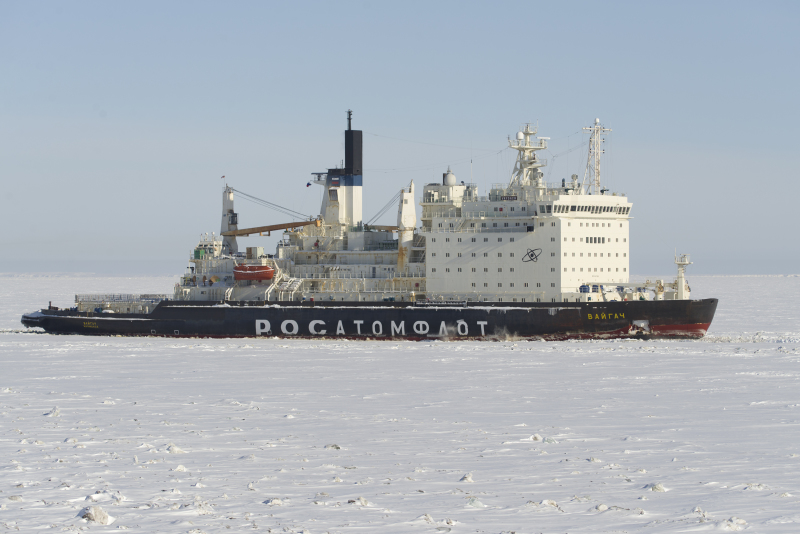
Вайгач
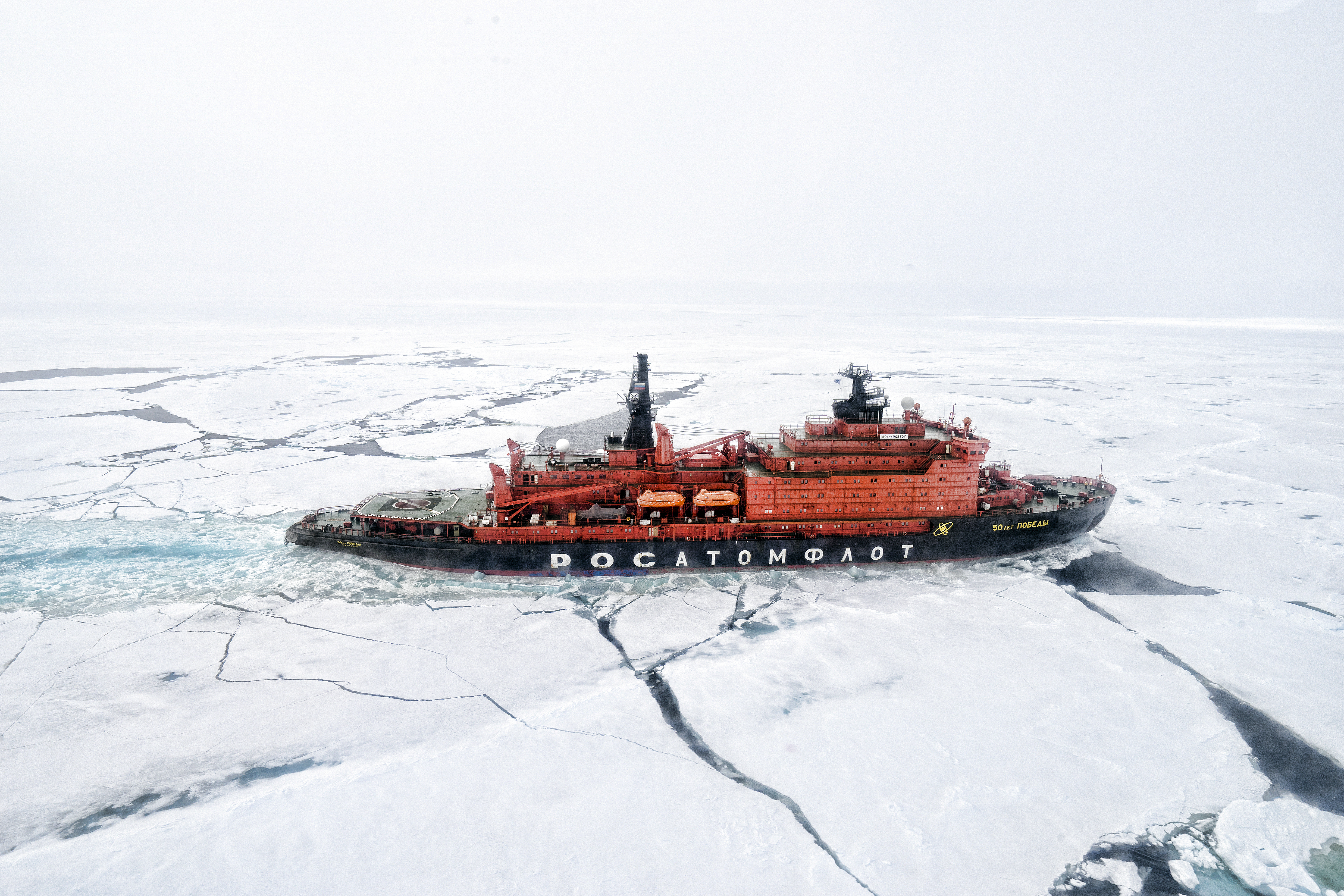
50 лет Победы

| Наименование   | Ввод в строй | Завод                | Проект | Тип                   | Класс                   | Дополнительно |
| -------------- | ------------ | -------------------- | ------ | --------------------- | ----------------------- | --- |
| Ленин          | 03.12.1959   | Адмиралтейский завод | 92M    | Ледокол               | Ленин                   | Выведен из эксплуатации в 1989 году. Корабль-музей.                                                                                            |
| Арктика        | 25.04.1975   | Балтийский завод     | 10520  | Ледокол               | Арктика (лёд до 2,2 м)  | Выведен из эксплуатации в 2012 году. В отстое в Мурманске.                                                                                     |
| Сибирь         | 28.12.1977   | Балтийский завод     | 10520  | Ледокол               | Арктика                 | В феврале 2018 года выгружены оба атомных реактора.                                                                                            |
| Россия         | 21.06.1985   | Балтийский завод     | 10520  | Ледокол               | Арктика                 | В отстое с 2013 года. |
| Севморпуть     | 31.01.1988   | Керченский ССЗ       | 10081  | Лихтеровоз            | Севморпуть (лёд до 1 м) | Лихтеровоз ледового класса. Выведен в отстой в 2007 году списан в 2012, принят к восстановлению в 2013, введен в строй в 2016. В эксплуатации. |
| Советский Союз | 30.12.1989   | Балтийский завод     | 10520  | Ледокол               | Арктика                 | В отстое с 2010 года. |
| Таймыр         | 30.06.1989   | Wärtsilä             | 10580  | Мелкоосидящий ледокол | Таймыр (лёд до 1,8 м)   | Прошёл продления ресурса до 235000 часов. В эксплуатации.                                                                                      |
| Вайгач         | 25.07.1990   | Wärtsilä             | 10580  | Мелкосидящий ледокол  | Таймыр                  | Прошёл продления ресурса до 235000 часов. В эксплуатации.                                                                                      |
| Ямал           | 27.10.1992   | Балтийский завод     | 10520  | Ледокол               | Арктика                 | Прошёл продления ресурса до 230000 часов. В эксплуатации.                                                                                      |
| 50 лет Победы  | 23.03.2007   | Балтийский завод     | 10520  | Ледокол               | Арктика                 | Модификация проекта 10520. В эксплуатации. |
| Арктика        | 21.10.2020   | Балтийский завод     | 22220  | Ледокол               | ЛК-60Я                  | Головной ледокол проекта 22220. В эксплуатации.                                                                                                |
| Сибирь         | 25.01.2022   | Балтийский завод     | 22220  | Ледокол               | ЛК-60Я                  | Первый серийный ледокол проекта 22220. В эксплуатации.                                                                                         |
| Урал           | 22.11.2022   | Балтийский завод     | 22220  | Ледокол               | ЛК-60Я                  | В эксплуатации |
| Якутия         | 28.12.2024   | Балтийский завод     | 22220  | Ледокол               | ЛК-60Я                  | В эксплуатации |
| Чукотка        | 2026 (план)  | Балтийский завод     | 22220  | Ледокол               | ЛК-60Я                  | Достраивается на плаву |
| Ленинград      | 2028 (план)  | Балтийский завод     | 22220  | Ледокол               | ЛК-60Я                  | Строится |
| Россия         | 2030 (план)  | ОО «ССК „Звезда“»    | 10510  | Ледокол               | ЛК-120Я                 | Строится |

### Сравнение классов российских ледоколов
| Характеристики                                | Ленин                                       | Арктика     | Таймыр      | ЛК-60Я        | ЛК-120Я       |
| --------------------------------------------- | ------------------------------------------- | ----------- | ----------- | ------------- | ------------- |
| Длина наибольшая / по КВЛ, м                  | 134,0 / 124,0                               | 148,0/136,0 | 150,0/140,6 | 172,7 / 160,0 | 209,0 / 200,0 |
| Ширина наибольшая / по КВЛ, м                 | 27,6                                        | 30,0 / 28,0 | 29,2 / 28,0 | 34,0 / 33,0   | 47,7 / 46,0   |
| Высота борта, м                               | 16,1                                        | 17,2        | 15,2        | 15,2          | 18,9          |
| Осадка по КВЛ / минимальная, м                | 10,5                                        | 11,0        | 8,1         | 10,5/9,03     | 13,0/11,5     |
| Водоизмещение по КВЛ/по минимальной осадке, т | 16 000                                      | 23460       | 19600       | 32747/26771   | 71380/50398   |
| Число и мощность турбин, кВт                  | 4 по 8085                                   | 2 по 27580  | 2 по 18400  | 2 по 35400    |               |
| Число гребных винтов                          | 3                                           | 3           | 3           | 3             | 4             |
| Число и мощность реакторов, кВт               | 3 по 90000 (2 по 159000 после модернизации) | 2 по 171000 | 1 по 171000 | 2 по 175000   | 2 по 315000   |
| Мощность на валах, кВт                        | 32400                                       | 49000       | 32500       | 60000         | 120000        |
| Скорость на чистой воде, узлов                | 18                                          | 20,8        | 20,2        | 22            | 23            |
| Лёдопроходимость, м                           | 1,7                                         | 2,25        | 1,95        | 2,8-2,9       | 4,3           |
| Экипаж, чел                                   | 243                                         | 130         | 89          | 54            | 127           |
| Построено                                     | 1                                           | 6           | 2           | 3             | 0             |
| В эксплуатации                                | 0                                           | 2           | 2           | 3             | 0             |

### Ледоколы класса «Ленин»
Первый советский атомный ледокол, 3 декабря 1959 года передан Министерству морского флота, которое разместило заказ на его строительство на Ленинградском Адмиралтейском заводе и горьковском военном заводе № 92. В создании судна участвовали также более 500 предприятий Советского Союза, а по уровню технологий атомный ледокол можно сравнить с космическим кораблём.

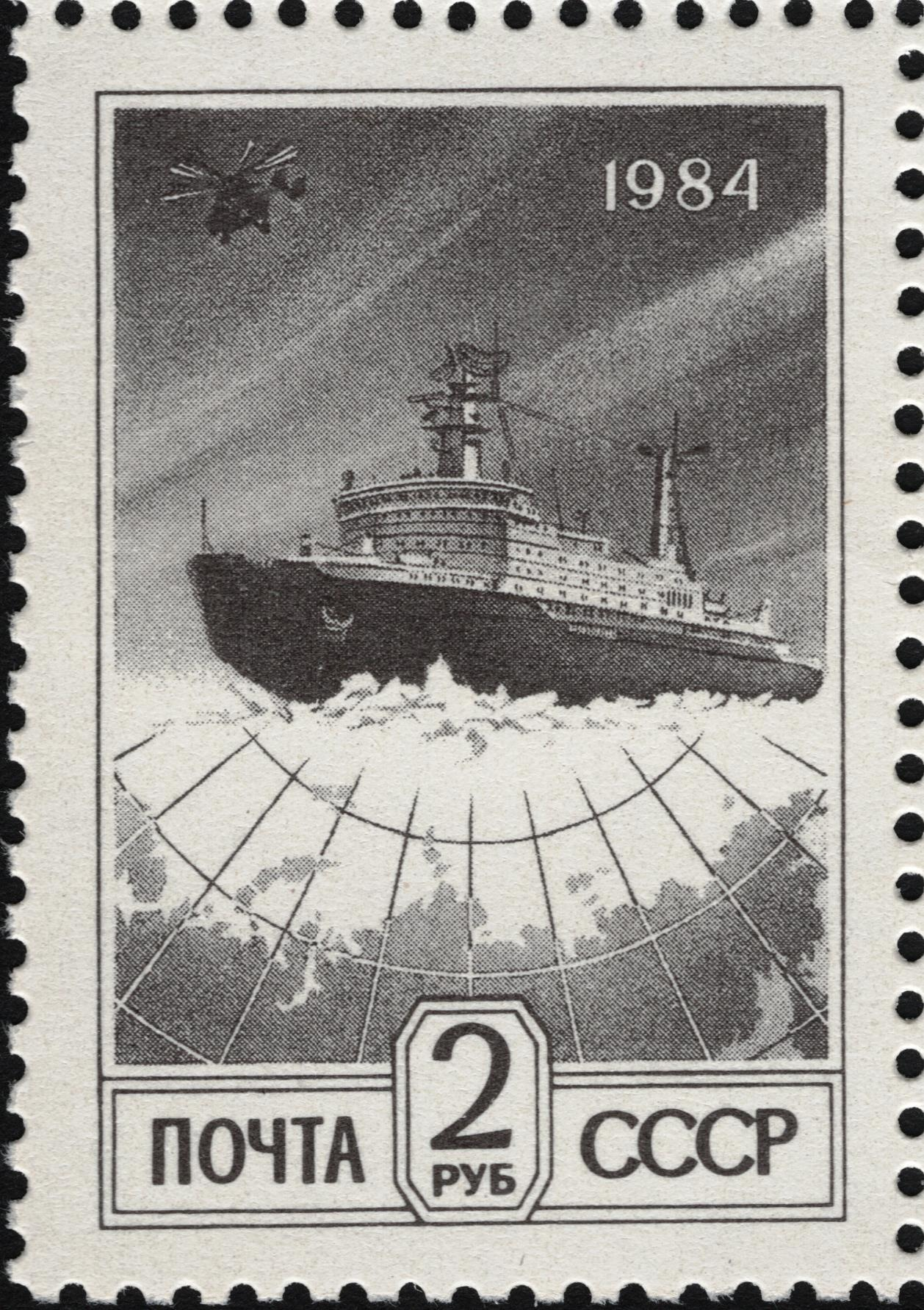
Марка Почты СССР: Атомный ледокол в полярных льдах на фоне фрагмента контурной карты северного полушария Земли.

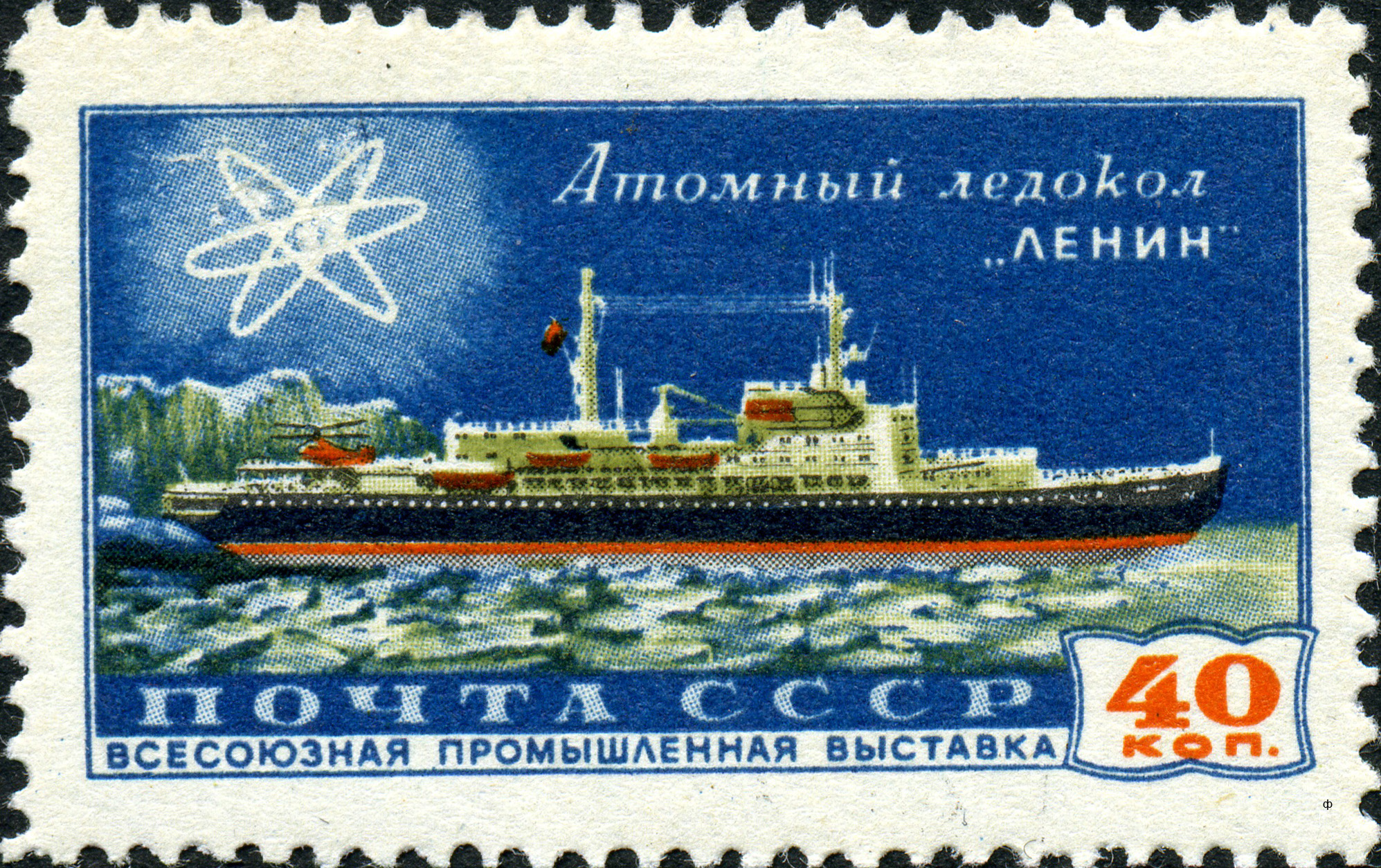
Почтовая марка СССР, 1958 год

На момент своей закладки ледокол «Ленин» был первым атомным надводным кораблём и первым атомным гражданским судном.
На ледоколе дважды случались ЧП с ядерными реакторами: первый раз в 1965 году, второй — в 1967 году. Второе ЧП привело к серьёзному повреждению одного из трёх реакторов ОК-150 и их замене на два реактора ОК-900. В 1989 году «Ленин» был выведен из эксплуатации и превращён в музей. Сейчас он находится в порту Мурманска и доступен для посещения.

### Ледоколы класса «Арктика»
Ледоколы класса «Арктика» — основа российского атомного ледокольного флота: к этому классу относятся 6 из 11 атомных ледоколов. Так как эти ледоколы строились в течение тридцати лет, между ними есть некоторые различия. Как правило, новые ледоколы быстрее, мощнее и требуют для эксплуатации экипажи меньшей численности.
Ледоколы этого класса имеют двойной корпус; толщина внешнего корпуса в местах ломки льда — 48 мм, в других местах — 25 мм. Между корпусами располагаются цистерны водного балласта, которые служат для изменения дифферента в сложных ледовых условиях. Некоторые суда покрыты специальным полимером для уменьшения трения. Ледоколы этого класса могут ломать лёд, двигаясь как вперёд, так и назад. Эти корабли спроектированы для работы в холодных арктических водах, что усложняет эксплуатацию ядерной установки в тёплых морях. Отчасти поэтому пересечение тропиков для работы у берегов Антарктиды в число их задач не входит. Как правило, для обеспечения корабля энергией достаточно только одного из двух реакторов корабля, но во время плавания задействованы оба (на менее чем 50-процентной мощности).
Обычно на ледоколах класса «Арктика» имеются много удобств для экипажа: бассейн, сауна, кино, тренажёрный зал, бар, ресторан, библиотека и волейбольная площадка.
Все атомоходы класса «Арктика» могут нести на себе два вертолёта, которые придаются им специально для сложных рейсов или туристических круизов.
В проект заложена возможность конверсии ледокола во вспомогательный боевой крейсер. Как минимум для одного из них («Советский Союз») соответствующее оснащение и оборудование было частично размещено на борту, частично на складах и законсервировано.

#### Ледокол «Арктика»
Введён в эксплуатацию в 1975 году. В 2008 году ледокол совершил свой последний поход, в 2011 выведен в «холодный» отстой в ожидании утилизации.

#### Ледокол «Сибирь»
Введён в эксплуатацию в 1977 году. По информации Счётной палаты, «Ледокол „Сибирь“ выведен из эксплуатации с 1992 года по причине большого количества негерметичных секций парогенераторов и невозможности эксплуатации реакторной установки № 2 без замены внутренних парогенераторов. Из реакторов № 1 и № 2 выгружены активные зоны в ноябре 1995 года и в январе 1996 года соответственно, при этом наработка реакторов № 1 и № 2 на момент вывода из эксплуатации была ниже нормативной».
Утилизацию атомного ледокола запланировано завершить к концу 2017 года.

#### Ледокол «Россия»
Введён в эксплуатацию в 1985 году. Выведен из состава флота в 2013 году по причине отсутствия ядерного топлива для очередной кампании и отказе в продлении моторесурса реактора.

#### Ледокол «Советский Союз»
Введён в эксплуатацию в 1989 году. В 2007—2008 годах Балтийский завод поставил для ледокола оборудование, которое позволяет продлить срок эксплуатации судна. С 2010 года находится в отстое. Восстановление ледокола было признано нецелесообразным и в августе 2017 года принято решение о его утилизации.

#### Ледокол «Ямал»
Эксплуатируется с 1993 года. Ледокол «Ямал» в июле-августе специализируется на туризме, совершив уже более полусотни походов на полюс, и был первым ледоколом, достигшим «Северного полюса недоступности» в рейсах 1996 года (29.07.1996 и 12.08.1996).

#### Ледокол «50 лет Победы»
Последний атомоход модифицированного проекта «Арктика» — атомный ледокол «50 лет Победы». Был заложен в 1989 году на Балтийском заводе в Ленинграде под названием «Урал». Команда включает 138 человек. Из-за финансовых проблем ледокол был спущен со стапелей только в 2006 году и достраивался до весны 2007 года. Его общая длина (159 м) делает его самым большим из ядерных ледоколов. Ледокол был введён в эксплуатацию в апреле 2007 года.

### Ледоколы класса «Таймыр»
В 1989—1990 годах в Финляндии были построены два ледокола «Таймыр» и «Вайгач». В отличие от «Арктики» они оснащены одним реактором и имеют меньшую осадку (это позволяет заходить в устья крупных рек). Их длина — 151 м, ширина — 29 м.

### Ледоколы класса ЛК-60Я
ЛК-60Я (проект 22220) — новый класс универсальных двухосадочных (способных менять осадку в процессе эксплуатации) атомных ледоколов. Предназначены для замены ледоколов классов «Арктика» и «Таймыр» по мере их вывода из эксплуатации из-за исчерпания ресурса. Один ледокол класса ЛК-60Я позволит заменить одновременно один ледокол класса «Арктика» и один класса «Таймыр».
На сентябрь 2019 года на Балтийском заводе спущены на воду три корабля этого проекта: «Арктика» (2016), «Сибирь» (2017) и «Урал» (2019). Ввод в эксплуатацию первого из них («Арктика») осуществлен в 2020 году.

### Ледоколы класса ЛК-120Я
Проектируемый класс атомных ледоколов водоизмещением более 68 000 тонн. Предназначены для обеспечения круглогодичной навигации по Северному морскому пути. За счёт увеличенной ширины будут обеспечивать проведение крупнотоннажных грузовых судов. В 2021 году на ССК «Звезда» (Приморский край) заложен головной ледокол проекта — «Россия».

## Ледоколы в филателии и нумизматике

Серия почтовых марок СССР, 1978 год
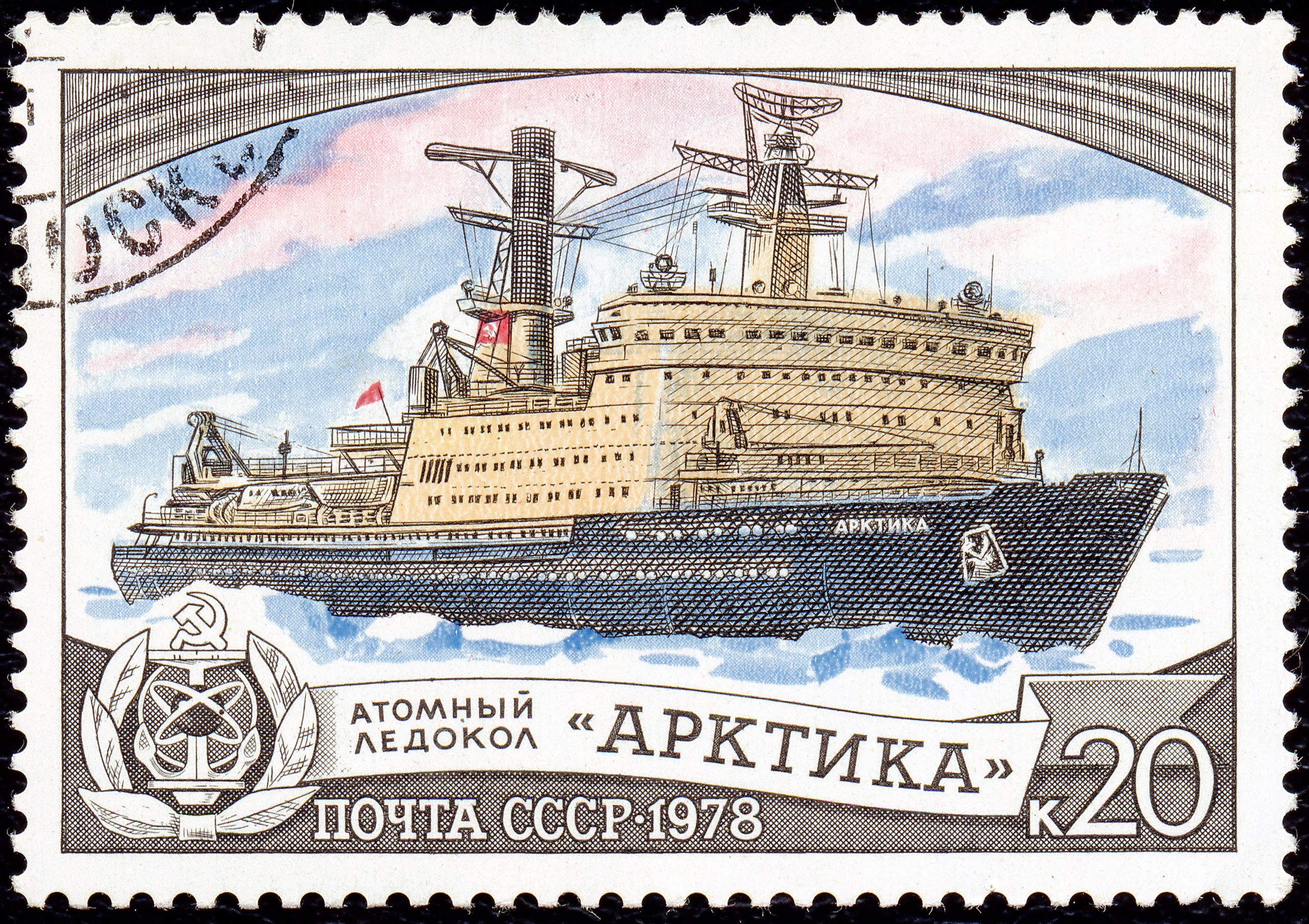
Ледокол «Арктика»
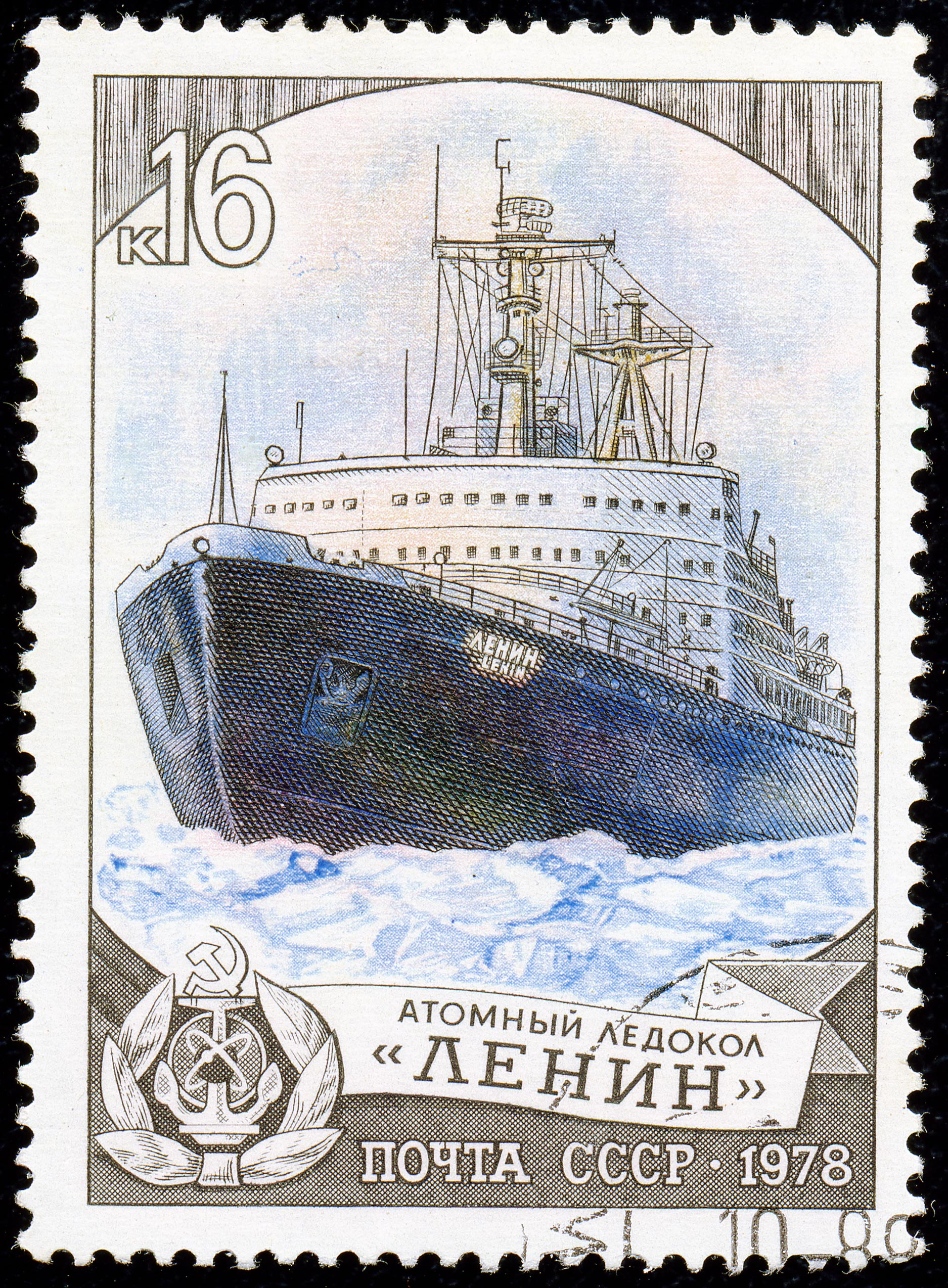
Ледокол «Ленин»

Серия почтовых марок России, 2009 год
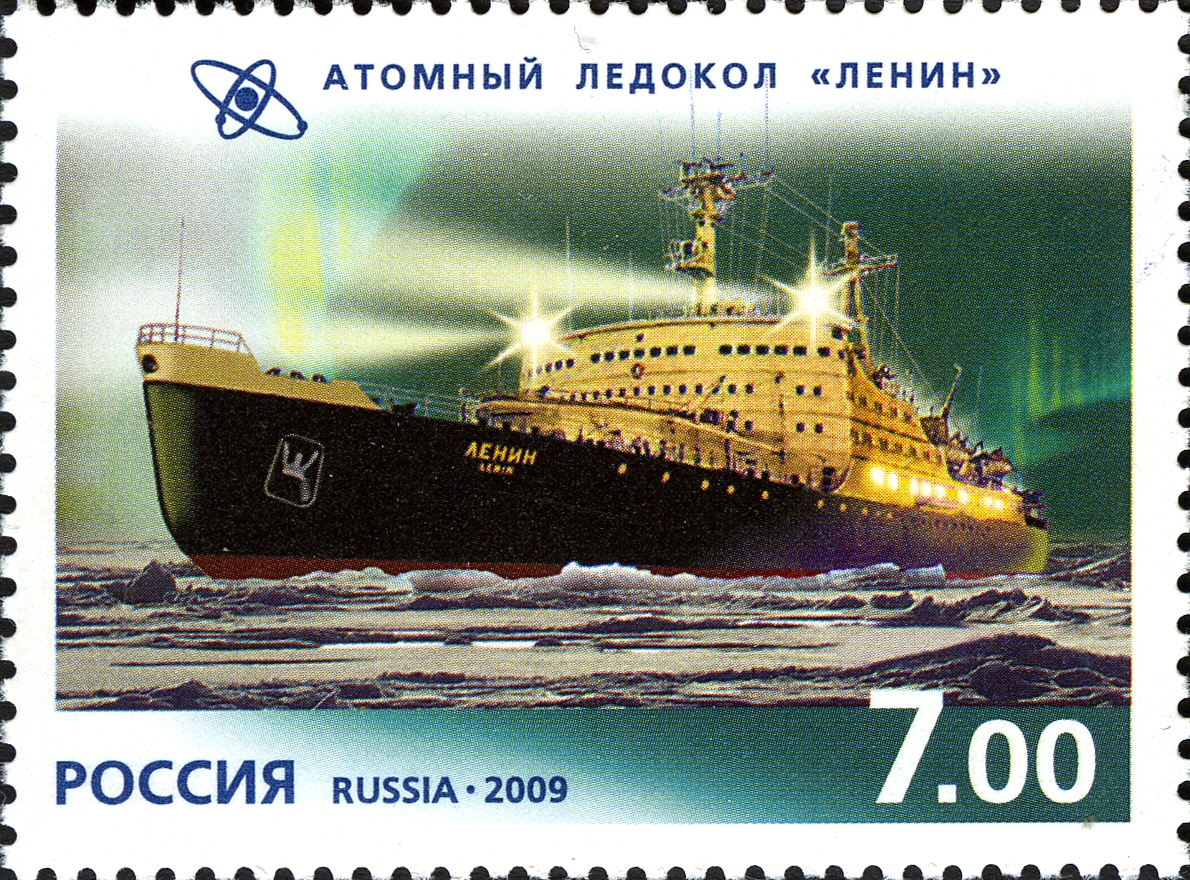
Ледокол «Ленин»
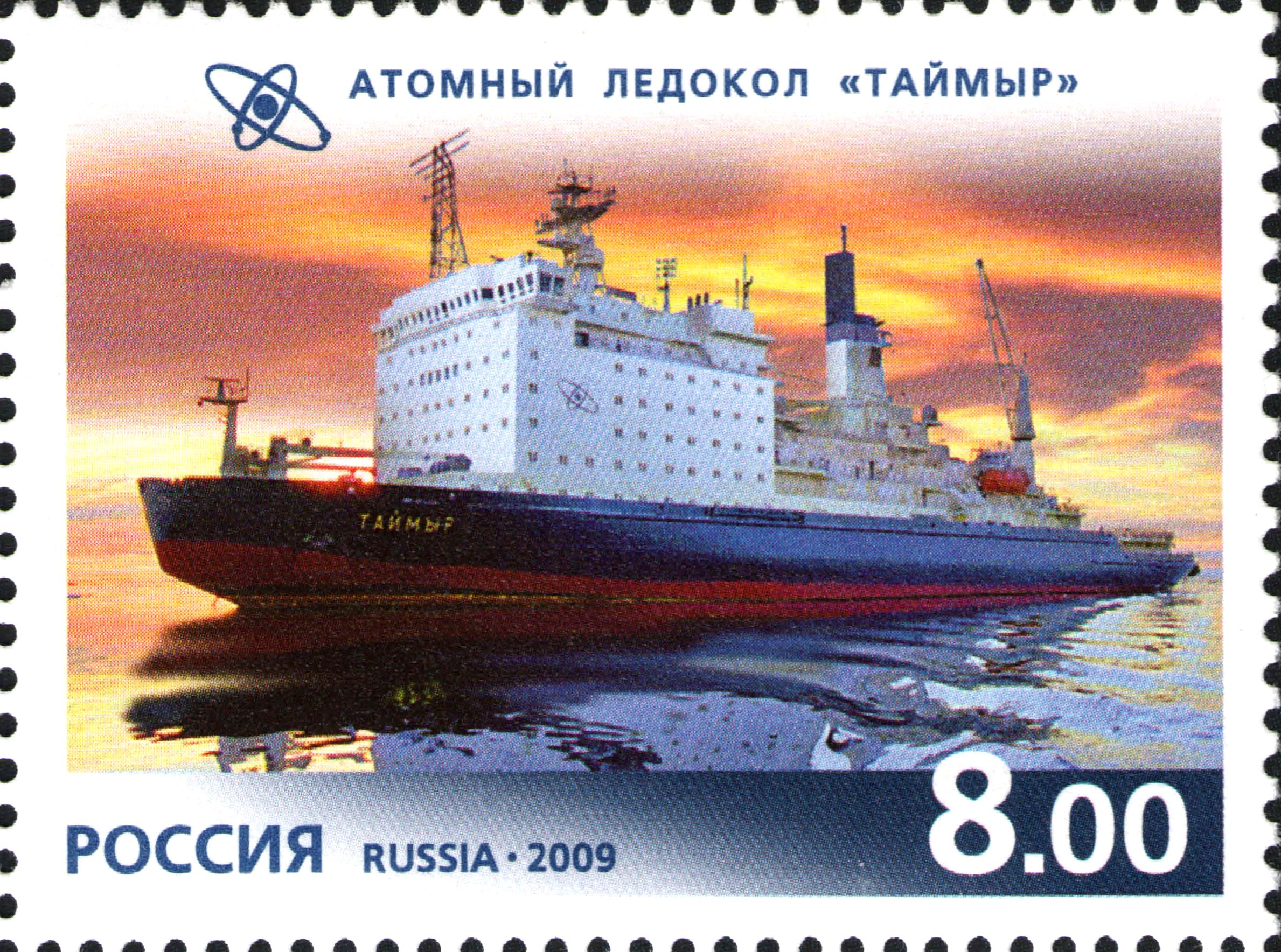
Ледокол «Таймыр»
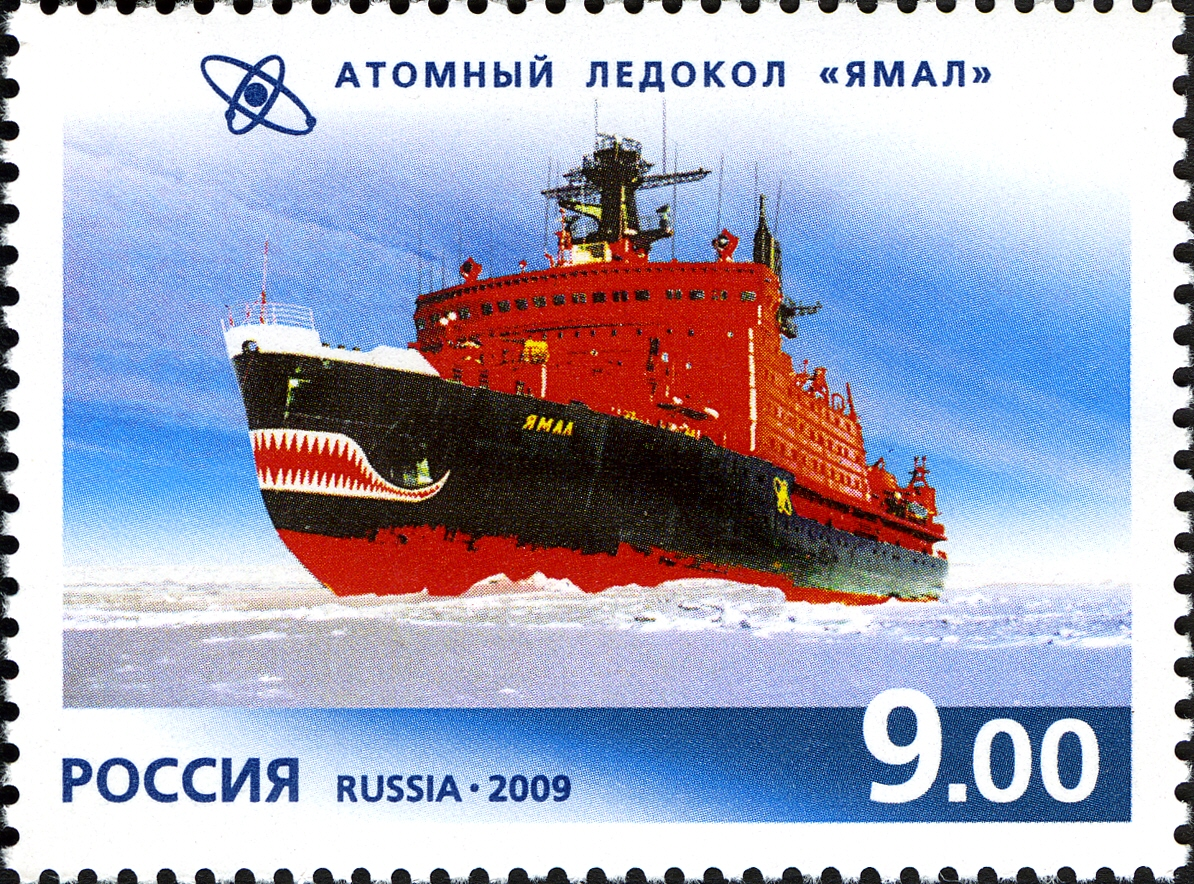
Ледокол «Ямал»
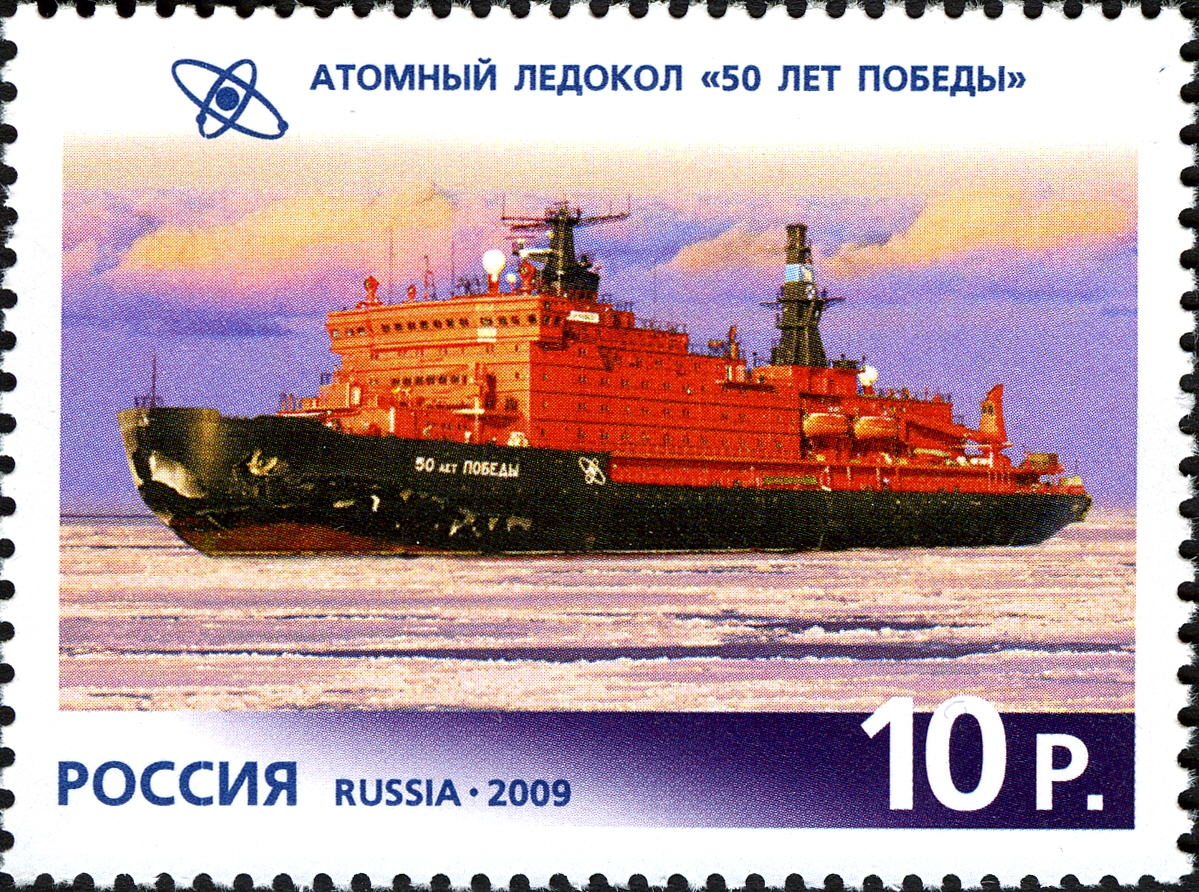
Ледокол «50 лет Победы»

Серия почтовых марок России, 2022 год
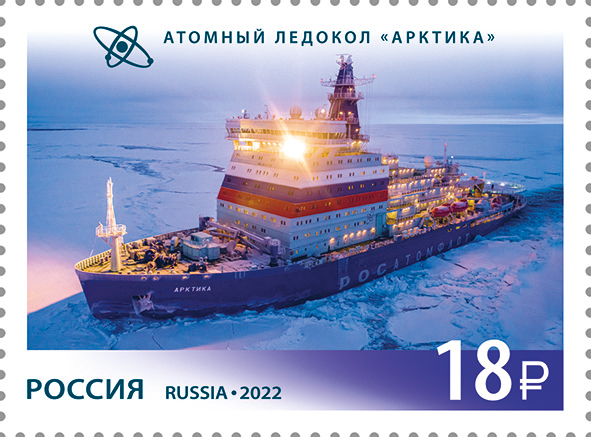
Ледокол «Арктика»
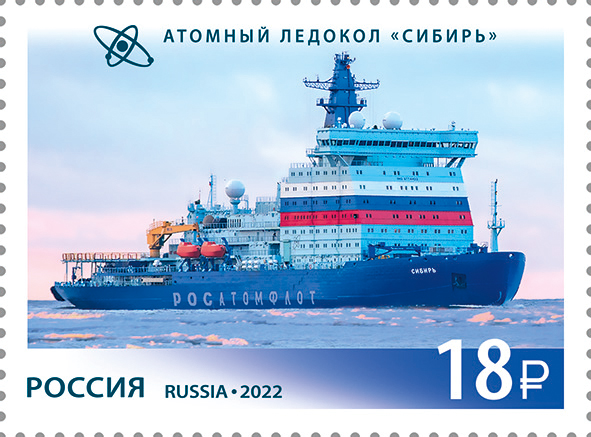
Ледокол «Сибирь»

Монеты Банка России
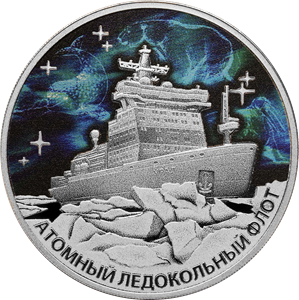
Ледокол «Урал», серебро
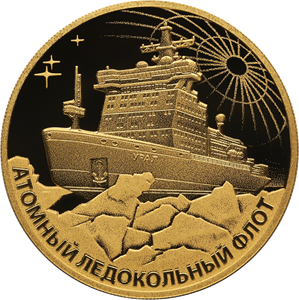
Ледокол «Урал», золото

## Инфраструктура
Для работы атомных ледоколов используются суда поддержки:
1. Топливные суда, используемые для дозаправки:
  - «Имандра»,
  - «Лотта».
2. Топливное судно для перевозки ядерного топлива:
  - «Лепсе» (утилизировано).
3. Вспомогательные суда:
  - «Володарский» — перевозка твёрдых грузов,
  - «Серебрянка» — танкер,
  - «Роста-1» — мониторинг и контроль за радиационным фоном.

Как правило, ледоколы стараются проламывать лёд там, где он тоньше всего, чтобы не попасть в ледяные ловушки. В 1970—80-х годах для исследования толщины льда использовались специальные самолёты. В наши дни для этого используются спутниковые системы.

## Эксплуатация
Незаменимость атомного флота особенно отчётливо показала навигация 1983 года, когда в восточном секторе Арктики в ледовую ловушку попали более 50 судов, в том числе новейшие дизельные ледоколы «Ермак», «Адмирал Макаров» и даже атомоход «Ленин». Под угрозой оказались не только суда, но и жизнеобеспечение арктических поселков, ожидавших сезонного завоза. Атомоход «Арктика» в качестве ледокола-лидера сумел высвободить караваны судов из ледового плена. В истории спасательных операций на море эта по праву может считаться самой крупной в мире из успешных. Капитан ледокола Анатолий Ламехов был удостоен звания Героя Социалистического Труда, 29 членов экипажа были награждены орденами и медалями.
Практически ни одна сложная экспедиция в центральной Арктике не обходится без российского атомного флота. В 1998 году а/л «Арктика» была впервые проведена приполюсная ледовая проводка немецкого научно-исследовательского ледокола «Поларштерн» (нем. «Polarstern»). В 2004 году а/л «Советский Союз» совместно со шведским дизельным ледоколом «Oden» обеспечивал ледовую безопасность буровых работ на Северном Полюсе с судна «Vidar Viking». В 2007 году а/л «Россия» обеспечивал возможность проведения глубоководных работ на ГОА «Мир» с НЭС «Академик Федоров» на северном полюсе. В том же 2007 году а/л «50 лет Победы» осуществлял ледовую проводку шведского ледокола «Oden» в датской экспедиции в центральную Арктику по исследованию хребта Ломоносова. Атомные ледоколы используются при высадке в центральной Арктике и эвакуации всех российских дрейфующих станций «Северный Полюс».
Надёжность атомоходов класса «Арктика» проверена и доказана временем, за более чем 30-летнюю историю атомоходов этого класса не было ни единой аварии, связанной с ядерной энергетической установкой. В 1999 году, не заходя в порт города Мурманск, «Арктика» ровно 1 год, с 4 мая 1999 года по 4 мая 2000 года работал в морях Северного Ледовитого Океана, занимаясь проводкой судов на трассах Севморпути (проведено 110 судов), пройдя 50 тысяч миль, из них 32 тысячи во льдах без единой поломки узлов и механизмов ледокола. Атомоход стал своеобразным испытательным полигоном. В августе 2005 года российский атомный ледокол «Арктика» установил очередной рекорд: прошёл миллионную морскую милю со дня ввода в строй, что почти в пять раз превышает расстояние от Земли до Луны. До этого ни одному судну подобного класса не удавалось достичь такого рубежа. Для сравнения: первый в мире атомоход «Ленин» оставил за кормой 654 400 миль.
Богатейший практический опыт работы арктического ледокольного атомного флота, которым не обладает ни одна страна в мире, используется при проектировании атомоходов нового поколения: универсальных атомных двухосадочных ледоколов типа ЛК-60Я и ЛК-120Я.

## Арктический туризм
С 1989 года атомные ледоколы используются для туристических поездок на Северный полюс. Впервые атомный ледокол «Сибирь» был использован в этих целях в 1989 году. В 1990 году совершил свой первый экскурсионный тур атомный ледокол «Россия».
Появление круизных рейсов в 1990 году было связано с невостребованностью ледоколов и являлось единственной возможностью сохранить атомный ледокольный флот. Первые туристы высадились на Северный полюс с борта атомного ледокола «Россия». С тех пор ежегодно проводилось не меньше четырёх туров. С 1991 года для этого использовался атомный ледокол «Советский Союз». Для этого же с 1993 года используется атомный ледокол «Ямал». На нём имеется специальная секция для туристов. На построенном в 2007 году ледоколе «50 лет Победы» также имеется туристическая секция. С момента спуска ледокола на воду походы на Северный полюс совершаются только на его борту.
Обычно за сезон совершается 5 рейсов к Северному полюсу. Путешествие в среднем длится 12 дней: 5 дней судно идёт к «макушке» Земли, пару дней стоит в точке с координатами 90°00′00″ северной широты (долготы там нет), а затем отправляется обратно, в Мурманск. Круиз, длящийся три недели, стоит около 40 000 $. За последние 20 лет в точке пересечения всех меридианов побывало порядка 9 тысяч человек. Некоторые  из них купались в проруби.

## Проекты вне РФ
В США пришли к выводу, что в целях безопасности им требуется флот атомных ледоколов в дополнение к двум дизельным, что у них имеются, но дальше разговоров об этом пока не продвинулись.
В конце 1980-х в Канаде обсуждался проект большого линейного ледокола для эксплуатации в районе Северо-Западного прохода, который Канада считает своими территориальными водами. Изначально проект Polar 8 имел ядерную силовую установку, заменённую на дизель-электрическую, пока в 1990 году проект не был отменён целиком.
В марте 2019 года китайская компания China General Nuclear Power Group была назначена разработчиком первого китайского атомного ледокола (до этого страной надводные корабли с атомной силовой установкой не проектировали и не строили, но было создано несколько атомных субмарин).